# Pandami
Pandami è una municipalità di quinta classe delle Filippine, situata nella Provincia di Sulu, nella Regione Autonoma nel Mindanao Musulmano.
Pandami è formata da 16 baranggay:
- Baligtang
- Bud Sibaud
- Hambilan
- Kabbon
- Lahi
- Lapak
- Laud Sibaud
- Malanta
- Mamanok
- North Manubul
- Parian Dakula
- Sibaud Proper
- Siganggang
- South Manubul
- Suba-suba
- Tenga Manubul